# Дарк-електро
Dark Electro — музичний напрям, заснований у центральній Європі у 1990-х.

## Опис
Стиль можна описати як темне, холодне електронне звучання, характерне для таких гуртів як yelworC, Mortal Constraint, Arcana Obscura, Calva Y Nada, Placebo Effect, Tri-state. Вперше з'явився у грудні 1992 року в дебютному альбомі гурту yelworC — «Brainstorming». У грудні 1993 року термін було використано у рецензії на цей альбом.
У музиці цього напрямку простежуються помітні впливи електронної та індастріал музики, такої як The Klinik або Skinny Puppy. Музика відрізняється від своїх попередників важчою композицією, а також численними «жахливими» звуками (плач, крики, скрежіт ланцюгів, биття скла тощо). Для музики цього напрямку характерне електронне спотворення вокалу. Одним з перших представників жанру стали YelworC — гурт, заснований 1988 року в Мюнхені, що став основоположниками руху Dark Electro в 1990-х.
Dark Electro згодом було витіснено різними стилями з впливом Техно, такими, як Aggrotech і Futurepop, хоча гурти, що писали музику в цих стилях, часто проголошували себе як гурти «Dark Electro».

## Виконавці
- A Thousand Societies
- AmGod
- Alien Vampires
- Arcana Obscura
- Beati Mortui
- Breathe (сайд-проект Placebo Effect)
- Calva Y Nada
- DIKIY.13.FACTORY
- Disharmony
- Dirty Bird 13
- Diversant:13
- Evil's Toy (ранні роки)
- GGFH (альбом Disease)
- Grendel
- Hocico
- Ice Ages
- Leges Inae
- Mirror of Death
- Mortal Constraint
- Obszon Geschopf
- Oxido Conkreto
- Painbastard
- Placebo Effect
- Polygon (перший альбом)
- Pulse Legion
- Putrefy Factor 7
- Punto Omega
- Rinal' 78
- Seven Trees
- Splatter Squall
- Trial
- Tri-state
- Unreal (группа)
- Uterus Insected
- yelworC